# Nvi (editor de texto)
Nvi es la reimplementación del editor de texto vi distribuido en los sistemas unix-like. Nvi apareció en la disputa de la autoría de BSD con AT&T, para tener un editor cubierto por licencias en el caso de que AT&T se quedase con los derechos de BSD.
Es nombrado con frecuencia como «clon de vi», aunque posee ciertas características nuevas con respecto al editor original vi:
- 8 bit de datos (líneas y filas limitadas por la memoria disponible)
- Múltiples buffers para editar
- Compleción de nombres de los paths
- Opción de deshacer ilimitada
- Barra de desplazamiento horizontal
- Catálogos de mensajes (holandés, inglés, francés, alemán, ruso, español, sueco)
- Soporte preliminar para Perl y lenguajes de scripts Tcl/Tk